# Абонентська поштова шафа

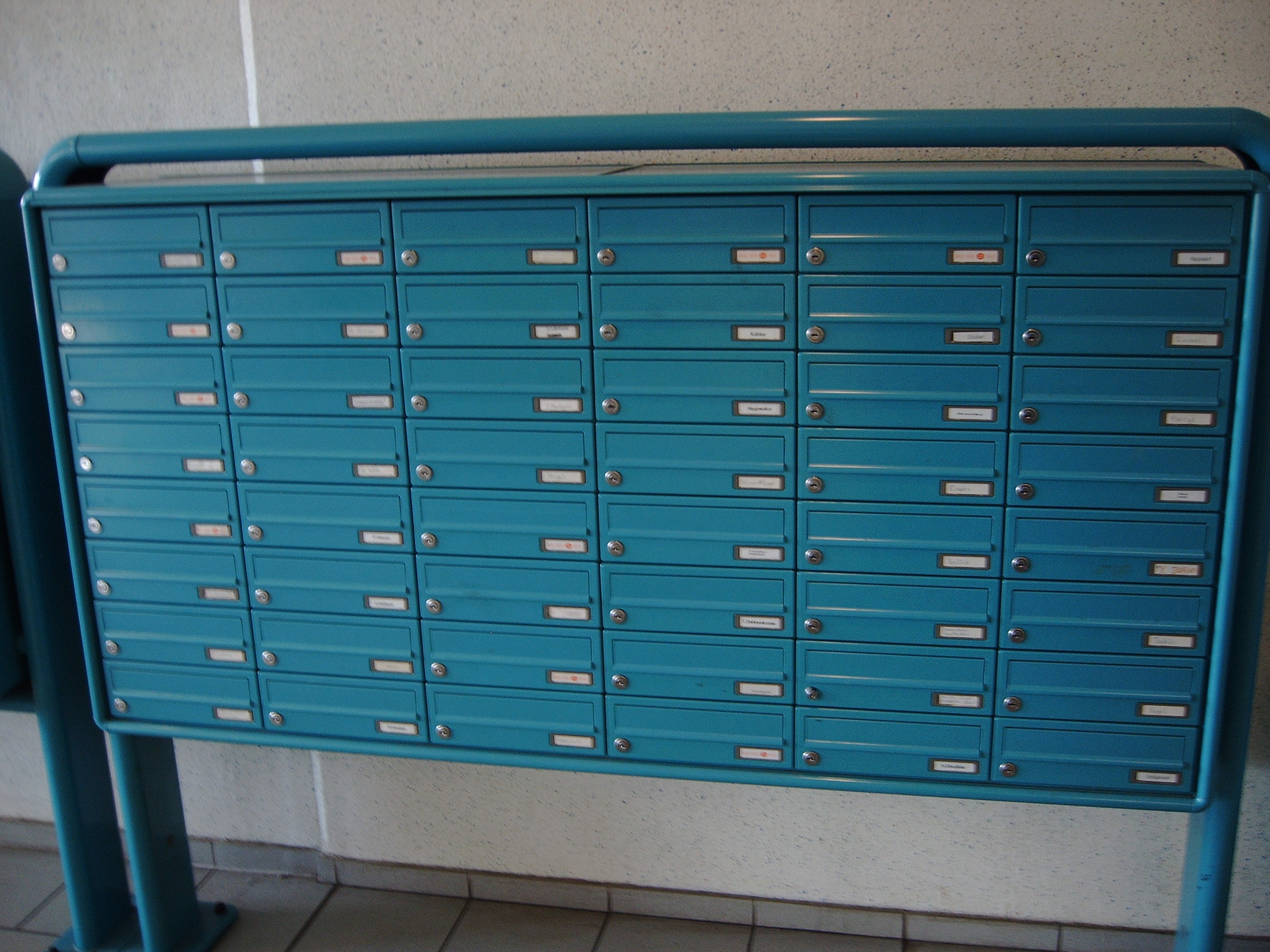

Абонéнтська поштóва шáфа — спеціальна шафа з абонентськими поштовими скриньками із засобами для запобігання несанкціонованому доступу, яка встановлюється у під'їздах, вестибюлях житлових та адміністративних будинків для одержання адресатами простих поштових відправлень, періодичних друкованих видань, повідомлень про надходження реєстрованих поштових відправлень.